# Fowler (Michigan)
Fowler – wieś w Stanach Zjednoczonych, w stanie Michigan, w hrabstwie Clinton.